# La Chance de ma vie
Pour plus de détails, voir Fiche technique et Distribution.
La Chance de ma vie est un film franco-belge réalisé par Nicolas Cuche et sorti en 2011.

## Synopsis
Julien Monnier est un conseiller conjugal brillant ; pourtant il n'arrive pas à avoir de liaison stable, car il semble porter malchance à toutes ses conquêtes, dans leur vie professionnelle ou avec leurs proches. Joanna Sorini, une designeuse prometteuse, l'expérimentera à son tour après leur rencontre, mais Julien, touché au cœur, n'est pas prêt à la laisser s'échapper.

## Fiche technique
- Titre original : La Chance de ma vie
- Réalisation : Nicolas Cuche
- Scénario : Luc Bossi et Laurent Turner, sur une idée de Luc Bossi
- Musique : Christophe La Pinta
- Décors : Bertrand L'Herminier
- Costumes : Charlotte David et Christophe Pidre
- Photographie : José Gérel
- Son : Ricardo Castro, François-Joseph Hors, Tilo Alpermann
- Montage : Valérie Deseine
- Production : Olivier Delbosc, Éric Jehelmann et Marc Missonnier
  - Directrice générale : Laurence Clerc
  - Productrice déléguée : Christine De Jekel
  - Coproductrice : Genevieve Lemal
- Sociétés de production[1] :
  - France : Fidélité Films, en coproduction avec TF1 Films Production, Jerico, Wild Bunch et Mars Films, avec la participation de Orange Cinéma Séries, en association avec Cinémage 4, avec le soutien de la société des Producteurs de Cinéma et de Télévision (Procirep)
  - Belgique : en coproduction avec Scope Pictures, avec la participation de la Région wallonne et de la Région de Bruxelles-Capitale, avec le soutien de Scope Invest Tax Shelter
- Sociétés de distribution[2] : Mars Films (France) ; Benelux Film Distribution (Belgique) ; Frenetic Films (Suisse romande)
- Budget : 7 422 541 €[3]
- Pays de production :  France,  Belgique
- Langues originales : français, coréen
- Format[4] : couleur - DCP Digital Cinema Package - 1,85:1 (Panavision) - son DTS | Dolby Digital
- Genre : comédie, film d'amour
- Durée : 87 minutes
- Dates de sortie[5] :
  - France : 5 novembre 2010 (Festival du film de La Réunion)[6] ; 5 janvier 2011 (sortie nationale)
  - Belgique : 5 janvier 2011[7]
  - Suisse romande : 26 janvier 2011[8]
- Classification[9] :
  - France : tous publics[10]
  - Belgique : tous publics (Alle Leeftijden)[7]
  - Suisse romande : interdit aux moins de 7 ans[11]

## Distribution
- Virginie Efira : Joanna Sorini

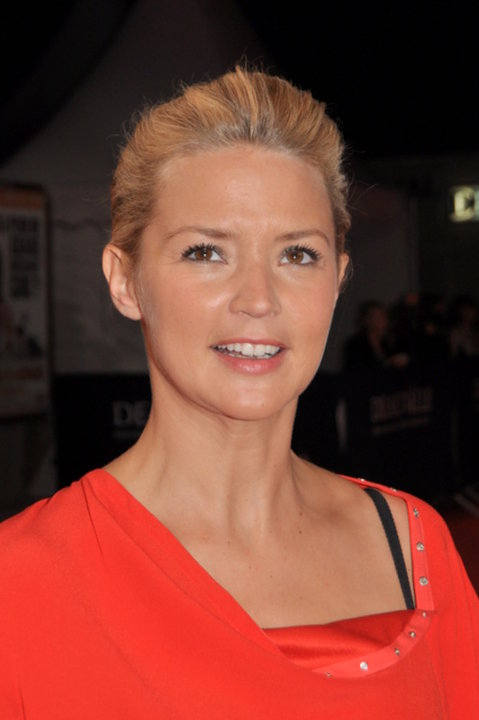
L'actrice principale Virginie Efira en septembre 2010.

- François-Xavier Demaison : Julien Monnier
- Armelle Deutsch : Sophie, la collègue de Joanna
- Thomas Ngijol : Vincent, le meilleur ami de Julien
- Brigitte Roüan : la mère de Joanna
- Élie Semoun : Philippe Markus, le patron de Joanna
- Yves Jacques : Maxime Dupont, un client de Joanna
- Raphaël Personnaz : Martin Dupont, le fils de Maxime Dupont
- Marie-Christine Adam : la mère de Julien
- Francis Perrin : le père de Julien
- Patrick Ridremont : Richard, le petit ami de Joanna
- Stéphanie Van Vyve : Manuela, la secrétaire de Julien
- Jean-Claude Tran : le patron du restaurant coréen
- David Strajmayster : le marié conseillé par Julien
- Jean-Louis Sbille : M. Mexès, le père du marié
- Catherine Claeys : Mme Mexès, la mère du marié
- Élisa Tovati : la mariée conseillée par Julien
- Gérald Marti : M. Brochand, le père de la mariée
- Bambina Liberatore : Mme Brochand, la mère de la mariée
- Antoine Vandenberghe : le prêtre
- Stéphane Bissot : Marjorie, l'infirmière de Vincent
- Franck Molinaro : André, l'assistant de Philippe Markus
- Gudule Zuyten : Mme Galisson, femme du premier couple en consultation chez Julien
- Thierry de Coster : M. Galisson, son mari
- Nicolas Wan Park : le chauffeur de taxi
- Shalimar Debru : l'hôtesse d'accueil chez Dupont
- Mauricette Gourdon : la femme qui a mal au ventre
- Tania Garbarski : Alice, une ex-petite amie de Julien
- Nathalie Uffner : la femme du deuxième couple en consultation chez Julien
- Jacky Druaux : son mari
- Anne-Claire Albecker : la réceptionniste de l'hôtel bruxellois
- David Lessines : le majordome de l'hôtel bruxellois
- Ki Jai Hackier : Park Ki Duk, le partenaire commercial coréen de Maxime Dupont
- Jiwan Kim : l'assistant de Park Ki Duk
- Charlotte Deschamps : la femme du troisième couple en consultation chez Julien
- Dominique Rongvaux : son mari
- Éric Godon : le docteur Py, l'hypnothérapeute
- Michel Nabokoff : Damien Marpeaux, banquier et ancien camarade de classe de Julien
- Michaël Morgante : le vigile de la banque
- Matthias Daucé : Damien Marpeaux au CM1
- Evenore Leschi : Elodie, la petite amie de Damien Marpeaux au CM1
- Eric Depreter : le moine supérieur
- Clément Manuel : un moine
- Thomas Stuyck : un moine
- Philippe Vauchel : un moine
- Erico Salamone : le frère Bertrand
- Hugues Hausman : le prêtre au mariage de Martin Dupont
- Virgile Lopes-Benites : Julien en 1983
- Léo-Paul Salmain : Julien en 1989
- Arthur Orcier : Julien en 1992
- Marilou Lopes-Benites : Sidonie, la petite amie de Julien en 1983
- Violetta Cuche : Nadège, la petite amie de Julien en 1989
- Bérangère McNeese : Patricia, la petite amie de Julien en 1992
- Alexa Doctorow : Audrey, la petite amie de Julien allergique à sa salive

## Production

### Tournage
Le film a été tourné en 2010 en France et en Belgique.
En Belgique, les scènes à l'intérieur et à l'extérieur du monastère sont tournées à l'abbaye de Maredsous. À Bruxelles, des scènes sont tournées à la gare du Midi, à l'hôtel Conrad, à l'hôtel Dolce La Hulpe, ainsi que dans le parc du Petit Sablon. Le lac de Genval sert également de cadre pour une scène de voile.

## Accueil

### Box office
- France : 9 163 162 $ (1 030 150 entrées)[réf. nécessaire]

## Distinctions

### Récompenses
- Monte-Carlo Film Festival de la Comédie 2010[12] :
  - Prix du jury du meilleur film pour Nicolas Cuche,
  - Prix du jury de la meilleure actrice pour Virginie Efira.